# Große Kirr
 Große Kirr est une île allemande habitée qui se situe en Mecklembourg-Poméranie-Occidentale.
Große Kirr est longue de 3,5 km et large de 1,5 km, l’île est inhabitée et sert de pâturage elle ne s’élève tout comme la petite Barther Oie qu’un mètre au-dessus du niveau de la mer. 